# 주문진 등대
주문진 등대(注文津 燈臺)는 강원특별자치도 강릉시 주문진읍 항구 외측에 위치한 강원특별자치도에서 가장 오래된 등대이다. 최초 지어진 시기는 1918년이며 이후 한국전쟁 때 파손되어 1951년 복구하였다.

## 개요
주문진등대는 1918년 3월 20일(조선총독부고시 61호) 강원도에서는 첫번째로 세워진 등대이다. 등대 불빛은 15초에 한번씩 반짝이며 37㎞ 거리에서도 볼 수 있다. 주문진 등대는 한국전쟁때 파손됐다가 1951년 복구되었다. 최초점등일은 1918년 3월 20일이며 동해안 연안에서 최초로 무선표지국을 운영하였던 등대이다. 백원형연와조로 건조된 이 등대의 등탑은 최대 직경3m, 높이 10m로 외벽엔 백색의 석회 몰타르가 칠해져 있다. 이러한 벽돌식 구조의 등대는 우리나라 등대 건축의 초기에 해당하는 것으로 건축 역사적 가치가 매우 높은 것으로 평가된다. 

## 사진

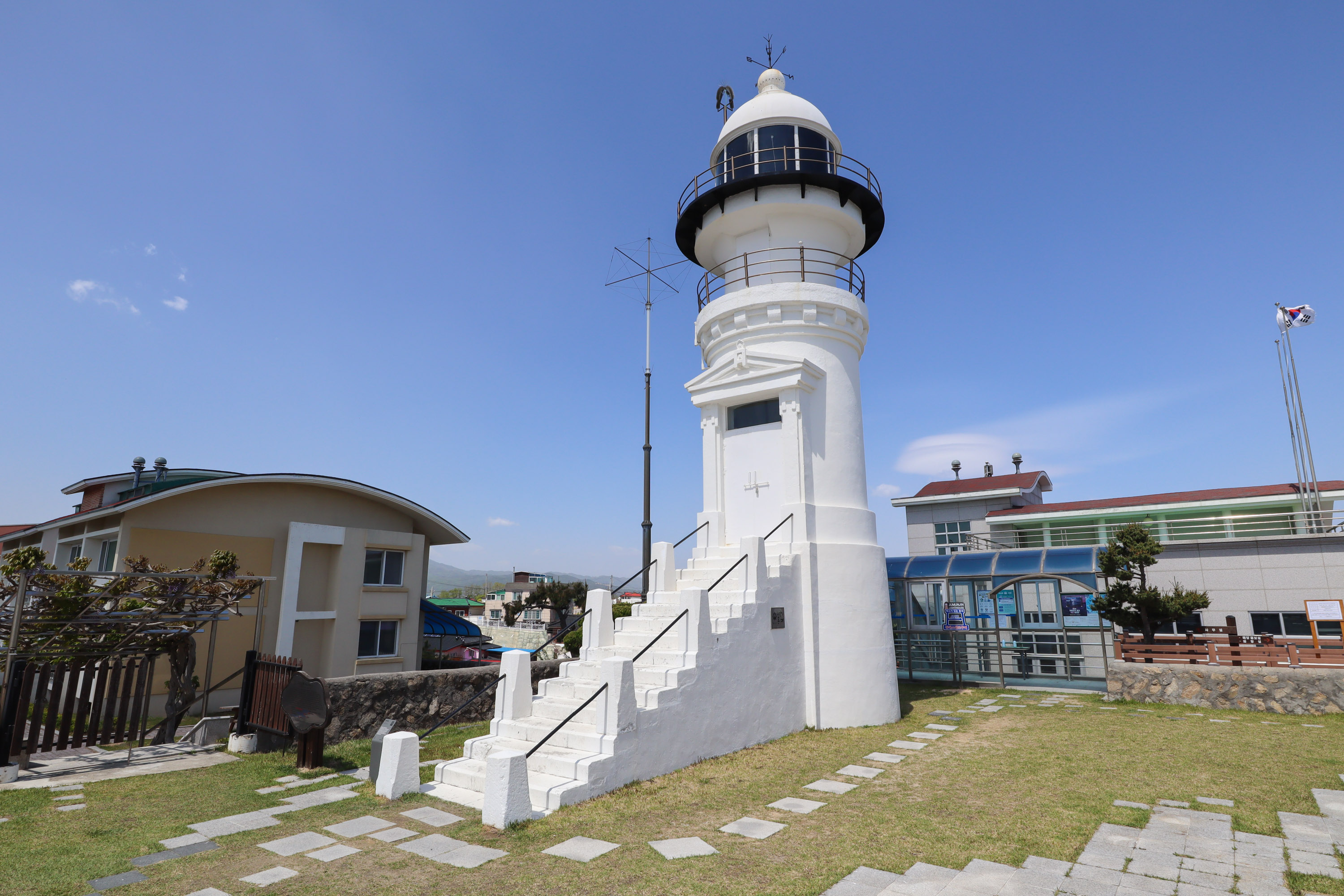
주문진등대
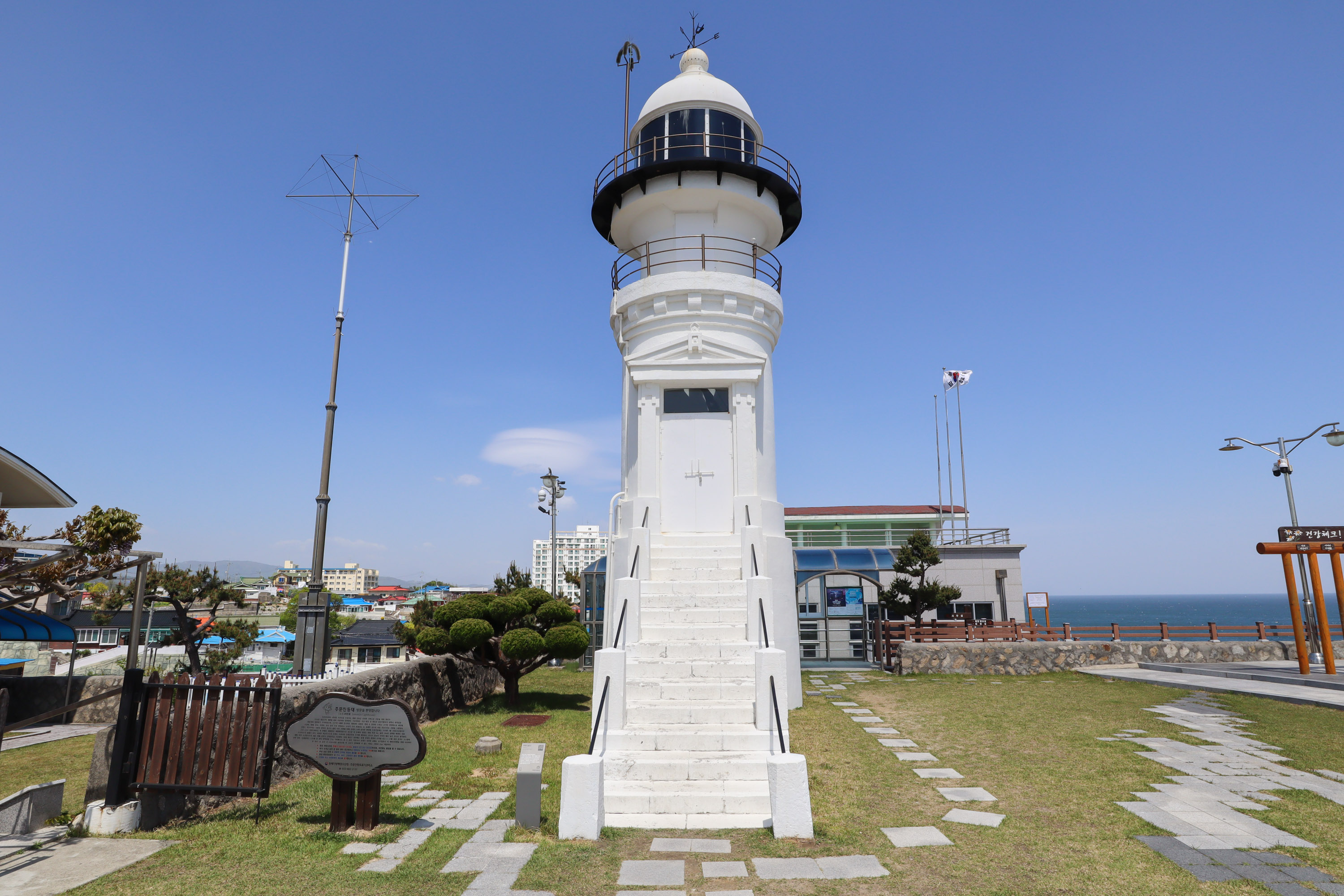
주문진등대
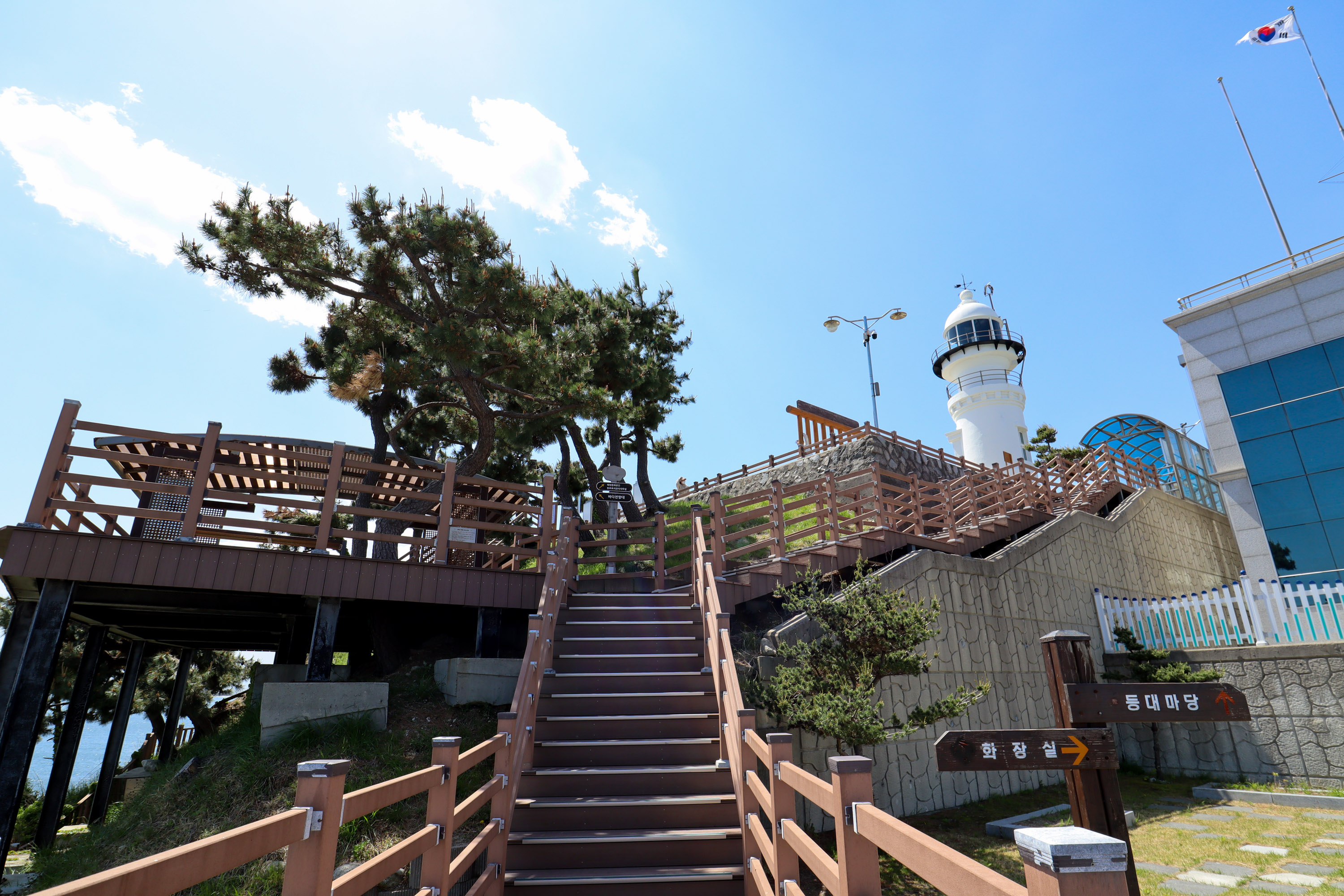
주문진 등대 입구
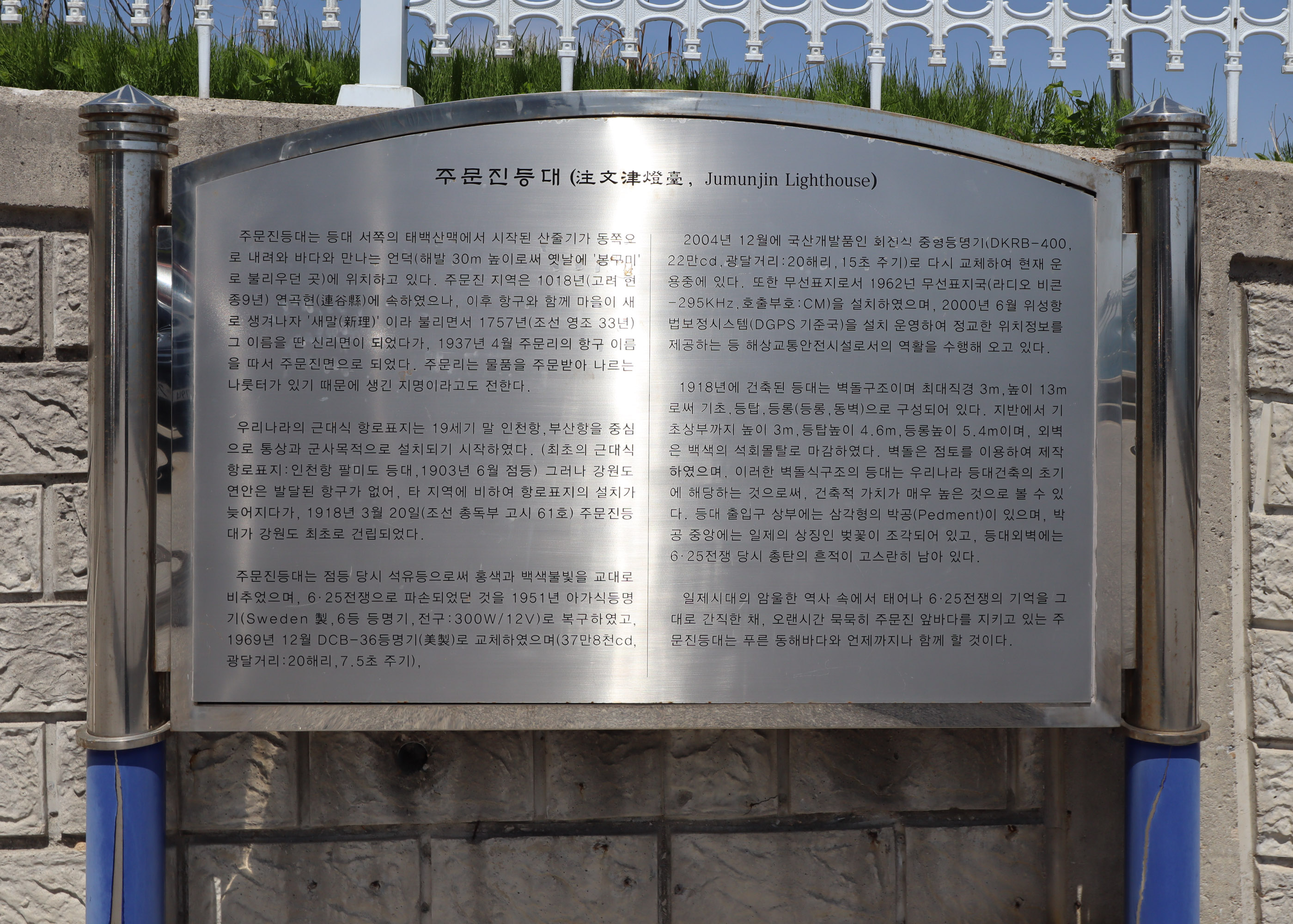
주문진 등대 안내판
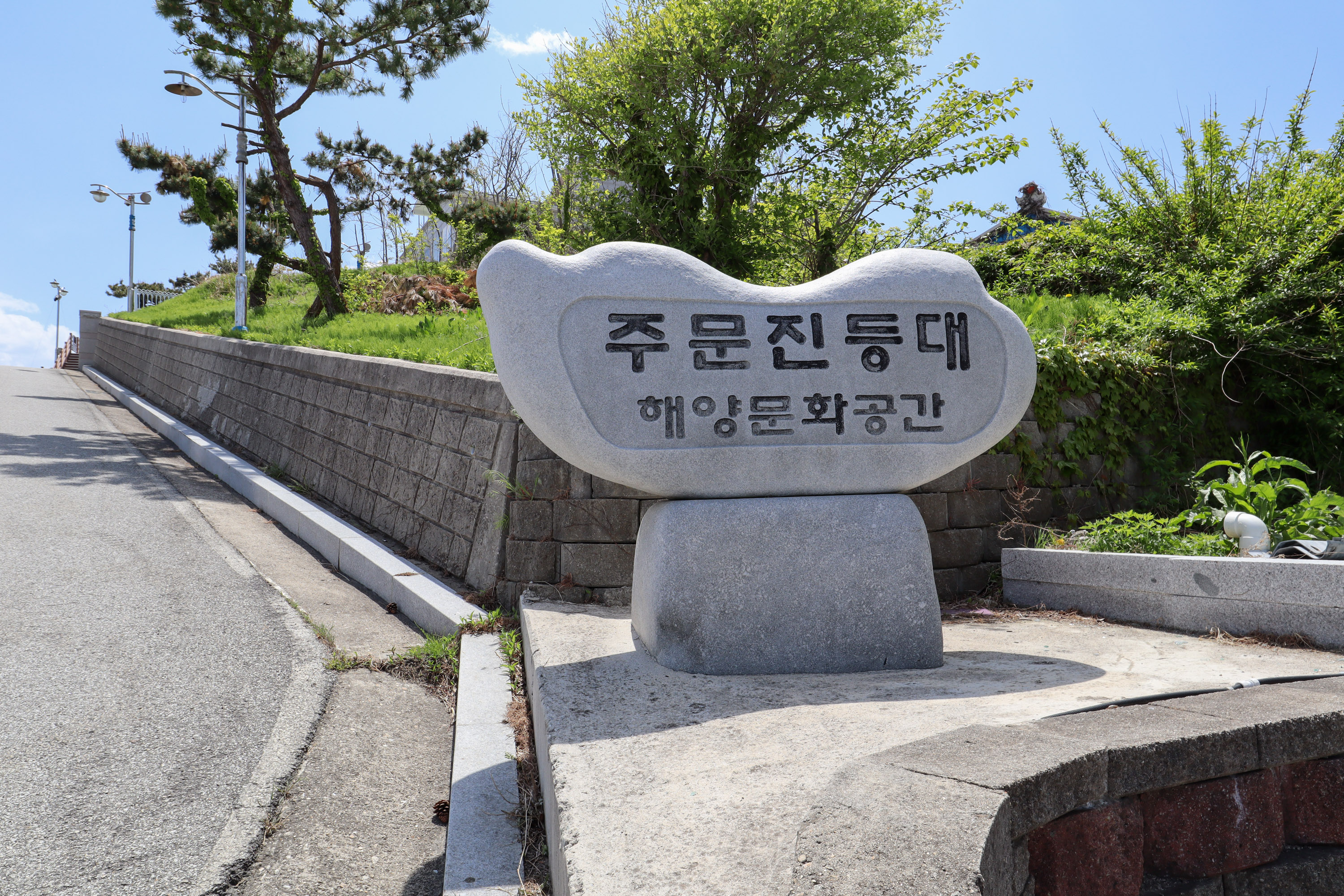
주문진 등대 표지석

## 같이 보기
- 대한민국의 등대 목록